# أمن فكري
الأمن الفكري هو مصطلح حديث. ويعني تحقيق الطمأنينة على سلامة الفكر والاعتقاد، والتفاعل الرشيد مع الثقافات الأخرى، ومعالجة مظاهر الانحراف الفكري في النفس والمجتمع.

## تعريف
للمصطلح عدة تعريفات، منها:
- «الأمن الفكري هو أن يعيش الناس في بلدانهم وأوطانهم وبين مجتمعاتهم آمنين مطمئنين على مكونات أصالتهم، وثقافتهم النوعية ومنظومتهم الفكرية».
- «اطمئنان الفرد والمجتمع إلى أن منظومته الفكرية والخلقية وقيمه التي ترتب العلاقات بين أفراد المجتمع ليست موضع تهديد من فكر وافد غريب».[2]
- «الاطمئنان إلى سلامة الفكر من الانحراف الذي يشكل تهديدًا للأمن الوطني أو أحد مقوماته الفكرية، والعقدية، والثقافية، والأخلاقية، والأمنية».[3]